# Imperial Tobacco
Imperial Tobacco este al patrulea producător la nivel mondial de țigări, cu peste 30 de fabrici la nivel mondial și aproximativ 14,500 de angajați.
Cele mai cunoscute branduri care aparțin Imperial Tobacco sunt: Richmond, Davidoff, West, Superkings, Regal și John Player Special.
În anul 2007, Imperial Tobacco a preluat producătorul franco-spaniol de țigări Altadis, pentru suma de 12,6 miliarde de euro.
Altadis deține mărcile Gaulois Blondes, Gitanes și Ducados și este al treilea mare producător de țigarete din Europa